# Comité national olympique du Mozambique
Le Comité national olympique du Mozambique (en portugais, Comité Olímpico Nacional de Moçambique) est le comité national olympique du Mozambique fondé en 1979 et reconnu la même année par le CIO.